# Бёкелаэр, Бальтазар де
Бальтазар Филипп Франсуа Ксавье де Бёкелаэр (фр. Balthazar Philippe François Xavier De Beukelaer, 27 сентября 1902 — ?) — бельгийский фехтовальщик, чемпион мира.
Родился в 1902 году в Антверпене. В 1924 году принял участие в Олимпийских играх в Париже, где стал 7-м в фехтовании на рапирах. В 1927 году завоевал бронзовую медаль Международного первенства по фехтованию.  В 1928 году на Олимпийских играх в Амстердаме стал 4-м в командном первенстве на шпагах. На Международном первенстве по фехтованию 1929 года завоевал серебряную медаль, а 1930 года - золотую. В 1932 году на Олимпийских играх в Лос-Анджелесе занял 8-е место в личном первенстве на шпагах, и 4-е - в командном.
В 1937 году Международная федерация фехтования признала все проходившие ранее Международные первенства по фехтованию чемпионатами мира.